# Der Kobold (polka)
Pour l’article homonyme, voir Der Kobold.
Der Kobold (Le gobelin) est une polka-mazurka de Johann Strauss II (op. 226). L'œuvre est créée le 13 août 1859 à Pavlovsk, en Russie.

## Histoire
La polka est écrite à l'été 1859 lors d'une saison de concerts du compositeur en Russie. À cette époque, Strauss est amoureux de la jeune Russe, Olga Smirnitskaja, qu'il a rencontrée au cours de l'été précédent, et à laquelle il a donné le surnom de « diablotin » ou « gobelin ». Le compositeur choisit ce nom comme titre de l'œuvre. Cependant, l'œuvre ne porte pas de dédicace expresse à Olga. Cette polka est jouée pour la première fois à Vienne lors d'un concert le 20 novembre 1859 au Volksgarten, donné conjointement avec son frère Josef, devant 2 000 personnes.

## Durée
Sa durée d'exécution est d'environ 4 minutes et 20 secondes. Elle peut varier légèrement selon l'interprétation musicale du chef d'orchestre.

## Interprétation notable
En 2001, la pièce est interprétée au concert du nouvel an à Vienne, sous la direction de Nikolaus Harnoncourt.